# Paul Rosén
Erik Paul Rosén, född 9 september 1922 i Flen, död 11 april 2007 i Norrköping, var en svensk skådespelare.
Rosén studerade vid Calle Flygare Teaterskola.
Paul Rosén är gravsatt i minneslunden på Krematorielunden i Norrköping.

## Filmografi
- 1944 – Kejsarn av Portugallien
- 1945 – Pettersson & Bendels nya affärer
- 1946 – Iris och löjtnantshjärta
- 1952 – 69:an, sergeanten och jag